# Þorgeir Þorgeirson
Þorgeir Þorgeirson (n. 30 aprilie 1933 – d. 30 octombrie 2003) a fost un scriitor, traducător și regizor de film islandez, unul dintre primii cineaști islandezi ce au absolvit școli de film din străinătate. În 1987 el a fost găsit vinovat de defăimarea poliției islandeze în două articole de ziar și amendat; apoi, el a dat în judecată statul islandez la Curtea Europeană a Drepturilor Omului, care, în 1992, a luat o decizie în favoarea lui.

## Formarea profesională
Þorgeir s-a născut în Hafnarfjörður; tatăl său, Þorgeir Elís Þorgeirsson, a murit în august 1937. El a avut o soră mai mare, un frate mai mic și trei surori vitrege mai mici. A absolvit Menntaskólinn í Reykjavík și apoi a urmat studii de limba și literatura germană și de istoria artei la Universitatea din Viena. Apoi, el a studiat cinematografia, mai întâi la televiziunea franceză din Paris în 1955-1957, apoi la FAMU din Praga în perioada 1959-1962. El a fost unul dintre primii cineaști islandezi ce s-au format profesional în străinătate.

## Cariera
Þorgeir a lucrat ca regizor de film din 1962 până în 1972, realizând scurtmetraje documentare ca Róður (Canotaj) și Maður og verksmiðja (Omul și fabrica, 1967), , care în 1968 a fost prezentat la Festivalul de Film de la Edinburgh și la Festivalul Internațional de Film de la Locarno, unde a câștigat un premiu onorific. În 1968 a fondat Muzeul Cinematografiei Islandeze (Kvikmyndasafnið).
Din 1973 până în 1976 a predat la Leiklistarskóli SÁL, o școală independentă de teatru.
Þorgeir a regizat, de asemenea, emisiuni de radio, a scris ficțiune, poezie și eseuri și a tradus o serie de opere literare în limba islandeză. El a devenit cunoscut ca scriitor cu romanul Yfirvaldið (Autoritatea, 1973), despre un caz penal ce a avut loc în Islanda în secolul al XIX-lea, care a fost nominalizat în 1975 la Premiul pentru Literatură al Consiliului Nordic.

### Cazul de defăimare
În decembrie 1983 Þorgeir a publicat două articole în ziarul Morgunblaðið în care a pretins că exista o problemă serioasă legată de brutalitatea poliției din Reykjavík. El a fost judecat și pe 16 iunie 1986 a fost găsit vinovat în temeiul articolului 108 al Codului Penal General din 1940 pentru defăimarea unui funcționar public, fiind amendat cu suma de 10.000 de coroane; la 20 octombrie 1987 Curtea Supremă de Justiție i-a respins recursul. El a dat apoi în judecată statul islandez la Curtea Europeană a Drepturilor Omului de la Strasbourg, care, la 25 iunie 1992 i-a respins cererea de constatare a neregulilor judiciare, dar a constatat că condamnarea sa a încălcat articolul 10 din Convenția Europeană a Drepturilor Omului, care garantează libertatea de exprimare. Statul islandez a fost condamnat la plata sumei de 530.000 de coroane. Acest caz a influențat legislația islandeză și este adesea citat în practica judiciară în legătură cu libertatea de exprimare.

## Onoruri
El a fost membru de onoare al Asociației Cineaștilor Islandezi. În anul 2000 a primit Premiul Edda pentru serviciile aduse cinematografiei islandeze.

## Viața privată
În 1999 ortografierea patronimicului Þorgeirson cu un singur „s” a fost recunoscut oficial de către Registrul Civil Islandez, după aproape șapte ani, timp în care nu a votat la alegeri.
Þorgeir a fost căsătorit cu scriitoarea Vilborg Dagbjartsdóttir, cu care a avut un fiu și un fiu vitreg.

## Opera literar-artistică

### Creații proprii

#### Romane
- Yfirvaldið: skáldsaga eftir bestu heimildum og skilríkjum, Iðunn 1973
- Kvunndagsfólk, skáldsaga, Iðunn 1974
- Einleikur á glansmynd, skáldsaga, Iðunn 1976

#### Filme
- Maður og verksmiðja, ljóðræn heimildamynd, svarthvit, 1968. 10 mín. VHS-útgáfa: Leshús, 1987.
- „Sumarnótt: uppkast að kvikmyndahandriti“ Tímarit Máls og menningar 1961, 4. hefti, s. 269–299
- Samræða um kvikmyndir: Þorgeir Þorgeirson heiðursverðlaunahafi íslensku kvikmyndaakademíunnar árið 2000 ræðir um kvikmyndagerð, eigin feril og sparifataþjóðina, myndband, 48 mín, höfundar: Ari Halldórsson og Hákon Már Oddsson. Texti viðtalsins er skráður á Leshúsi Þorgeirs: http://www.centrum.is/leshus/kvikmyndir.htm#tm Arhivat în 20 ianuarie 2012, la Wayback Machine.

#### Volume de poezii
- Eybúa saga: ljóð Leshús 1988
- 70 kvæði (1958–1959), Leshús 1989.
- 9563–3005: ljóð og ljóðaþýðingar, Iðunn 1971
- 9563–3005-I: ljóð og ljóðaþýðingar, Reykjavík 1975
- 9563–3005-II: ljóð og ljóðaþýðingar, Reykjavík 1975
- Sjö sonnettur, Leshús 1995
- Sú veikari: (tilbrigði við 'Hina sterkari' eftir Strindberg), Leshús 1995

#### Cărți de articole
- Kvikmyndasafnið í París og áhrif þess: upprifjun í tilefni af stofnun íslenzks kvikmyndasafns, 1968
- Sjónvarpstíðindi 1970, kom út hálfsmánaðarlega í þrjá mánuði 1970, alls 6 hefti
- Það er eitthvað sem enginn veit: Endurminningar Líneyjar Jóhannesdóttur frá Laxamýri, Iðunn 1975
- Uml: nokkrar smágreinar um dægurmál, greinasafn, Iðunn 1977
- Ja – þessi heimur: veraldarsaga og reisubók Péturs Karlssonar Kidson, Reykjavík 1984
- Kvunndagsljóð og kyndugar vísur, Reykjavík 1986
- Að gefnu tilefni: deilurit, 2. útg. Leshús 1989
- Uml II: ritgerðir, Leshús 1990
- Þorgeirs mál Þorgeirsonar: Dómur Mannréttindadómstóls Evrópu; Álitsgerð Mannréttindanefndar Evrópu; Dómar Hæstaréttar Íslands og Sakadóms Reykjavíkur, Reykjavík 1992
- Hnefaréttur og tjáningarfrelsi: Ritgerð Leshús 1995
- Kónsbænadagsbréfið: (og fleiri punktar um höfundarrétt), Leshús 1995
- Uml III vefbók, Leshús 1998: http://www.centrum.is/leshus/leshus_003.htm#uml3 Arhivat în 20 ianuarie 2012, la Wayback Machine.
- Hux vefbók, Leshús 2000–2002: http://www.centrum.is/leshus/hux.htm Arhivat în 20 ianuarie 2012, la Wayback Machine.

#### Piese de teatru
- Börn dauðans: 6 þættir, óútgefið leikhandrit
- Smalastúlkan og útlagarnir, með Sigurði Guðmundssyni (1833–1874), Iðunn 1980
- *  4 leikrit úr réttarsögunni, útvarpsleikrit á hljóðbók, 2. útg., Leshús 1996 (fyrst flutt í Ríkisútvarpinu 1969):
- * *  Böðullinn
- * *  Refurinn
- * *  Dómarinn
- * *  Vitnið
- *  Ódauðleiki: tilbrigði fyrir útvarp, óútgefið
- Þrymseyarstelpurnar: leikrit úr skáldskaparheimi Williams Heinesens, óútgefið handrit að útvarpsleikriti, 1991

#### Articole
- „Íslensk menning í spennitreyju“ ræða á málfundi sósíalista 18. mars 1966, birtist í Helgafelli, 7. hefti 1966
- „Yngsta grein listanna“, Tímarit Máls og menningar 1964, 2. hefti, s. 124–127
- „Að eiga hvergi heima“ Tímarit Máls og menningar 1978, 4. hefti, s. 39
- „Teorema: ræða flutt við frumsýningu á Teorema eftir Pasolini“, Tímarit Máls og menningar 1970, 2. hefti, s. 179–181
- „Prestarnir í hórumanginu: ræða um vandamál rithöfundarins“ flutt á bókaviku 1981, Tímarit Máls og menningar 1981, 3. hefti s. 294–298
- „List er það líka og vinna“, Tímarit Máls og menningar 1982, 1. hefti, s. 104–109
- „Ímynd Íslands í kvikmyndum“ í Ímynd Íslands, Stofnun Sigurðar Nordal 1994
- „What does the Eiffel Tower mean? An essay on Modernism“ þýð. Daniel Teague, Leshús 1995
- „Um sannindin og sparifataskáldin: Bréf til Friðriks Rafnssonar“ í Tímarit Máls og menningar 1996, 4. hefti, s. 101–103

#### Poezii
- „Minni frelsisins“ í Ljóð fyrir Stígamót, samtök kvenna gegn kynferðislegu ofbeldi, 1992
- „Minni frelsis: tileinkað Václav Havel“ í Hressóskáldin, 1992, s. 42–43

### Traduceri

#### Cărți
- Hlasko Marek, Áttundi dagur vikunnar, smásögur, Birtingur 1959
- Nikos Kazantzakis, Alexis Sorbas eða Grikkinn Zorba, Almenna bókafélagið 1967
- William Heinesen, Það á að dansa: Nýjar sögur frá Þórshöfn, Mál og menning 1980
- William Heinesen, Kvennagullið í grútarbræðslunni, Mál og menning 1981
- William Heinesen, Í Svörtukötlum: skáldasaga, Mál og menning 1982
- William Heinesen, Ráð við illum öndum, Mál og menning 1983
- William Heinesen, Glataðir snillingar, Mál og menning 1984
- Gabriel García Márquez, Af jarðarför landsmóðurinnar gömlu, Forlagið 1985
- William Heinesen, Töfralampinn: nýjar minningasögur, Forlagið 1987
- Christian Matras, Sé og munað, ljóðaþýðingar, Reykjavík 1987
- Miroslav Holub, Þankabrot leirdúfukarrans, Leshús þýðingaútgáfa 1988
- Federico García Lorca, Tataraþulur, Leshús 1990
- Gabriel Laub, Spakmæli um spakmæli og fleira, Leshús 1995
- Miroslav Holub, Stuttar vangaveltur: ljóð, Leshús 1995

#### Piese de teatru
- LeRoi Jones, Neðanjarðarbrautin, leikrit, Ríkisútvarpið janúar 1973
- Brendan Behan, Öfugugginn, leikrit, þýðing óútgefin
- Marguerite Duras, Í almenningsgarðinum, Barbara Bray bjó til útvarpsflutnings, þýðing f. 4 bekk Leiklistarskóla Íslands 1993, óútgefin
- William Heinesen, Gataðir snillingar, skáldsagan, Mál og menning 2000
- Werner Schwab, Öndvegiskonur, leikrit, Leikfélag Reykjavíkur 2001
- William Heinesen, Leikurinn um snillingana vonlausu, leikgerð Caspars Koch, þýðing óútgefin

#### Articole
- Ernst Fischer, „List og kapítalismi“, Tímarit Máls og menningar 1962, 1. hefti, s. 35–55
- Roger Paret, „Vörn Sovétríkjanna 1941“, Tímarit Máls og menningar' 1962, 1. hefti, s. 63–78
- Marcel Martin, „Kvikmyndagerð á vegum trúverðugleikans“, Tímarit Máls og menningar 1967, 2. hefti, s. 153–173
- Ernst Fischer, Um listþörfina, Mál og menning 1973

#### Poezii și povestiri
- „Eskimóaljóð um söngva“, höf. óþekktur, þýðing úr grænlensku 1975
- William Heinesen, Fjandinn hleypur í Gamalíel, Mál og menning 1978
- William Heinesen, Í morgunkulinu: samtímasaga úr Færeyjum, Mál og menning 1979
- Charles Pierre Baudelaire, „Bænakvak til Satans: Ákall“ í Tímarit Máls og menningar 1989, 2. hefti, s. 157–159
- William Heinesen, „Atlanta“, smásaga í Íslenskar smásögur, 1985
- William Heinesen, „Myrkrið talar við blómarunna“, Tímarit Máls og menningar 2000, 3. hefti, s. 2
- Willian Heinesen, „Eydna = Lykken = Hamingja“, Tímarit Máls og menningar 2000, 3. hefti, s. 26–27
- Bertolt Brecht, „Kvæði um drukknaða stúlku“, á plötunni (Kristliega kærleiksblómin spretta kringum) hitt og þetta e. Megas

### Altele
- Leshús, vefur Þorgeirs: http://www.centrum.is/leshus/ Arhivat în 30 noiembrie 2013, la Wayback Machine.